# Juan Marsé
Juan Marsé (8. ledna 1933, Barcelona, Španělsko 19. července 2020, Barcelona) byl španělský spisovatel, novinář a scenárista. Od roku 1997 je držitelem prestižní ceny Juana Rulfa, udělované guadalajarskou univerzitou v Mexiku. Mezi jeho nejznámější díla patří Temný příběh sestřenice Montse (1970), Jestliže ti řeknou, že jsem padl (1973), Dívka se zlatými kalhotkami (1978), Jednoho dne se vrátím (1982), Poručík Bravo (1987) a kritiky i čtenáři vysoce ceněný román Ještěrčí ocásky (šp. 2000, čes. 2007).

## Životopis
Španělský romanopisec Juan Marsé se narodil v roce 1933 v Barceloně jako Juan Faneca Roca. Záhy, po smrti matky, byl adoptován rodinou Marsé, jejíž jméno přejal. Ve třinácti letech se vyučil zlatníkem a začal pracovat ve šperkařské dílně. V letech 1957 až 1959 publikoval v časopisech své první povídky.
V roce 1960 vychází jeho první kniha nazvaná Uzavřeni s jedinou hračkou pojednávající o mladých lidech v poválečném frankistickém Španělsku, jejichž jedinou příjemnou aktivitou v nepříznivých společenských poměrech oné doby je sex. Na počátku 60. let pobývá Marsé v Paříži, kde se živí jako asistent v laboratoři, překladatel scénářů a příležitostný učitel španělštiny. Zde také píše svůj nejslavnější román Poslední odpoledne s Terezou (šp. 1966, čes. 1982), stendhalovsky laděný příběh přibližující atmosféru Barcelony šedesátých let a vyprávějící o chudém krasavci, který se přes bohatou dívku Terezu snaží proniknout do vyšších společenských vrstev.
V sedmdesátých letech se Juan Marsé začal živit také jako scenárista. Od roku 1974 navíc píše články do časopisu Por Favor. V posledních dvou dekádách obdržel řadu významných literárních vyznamenání. Nejvýznamnější z nich je Cervantesova cena za rok 2008.

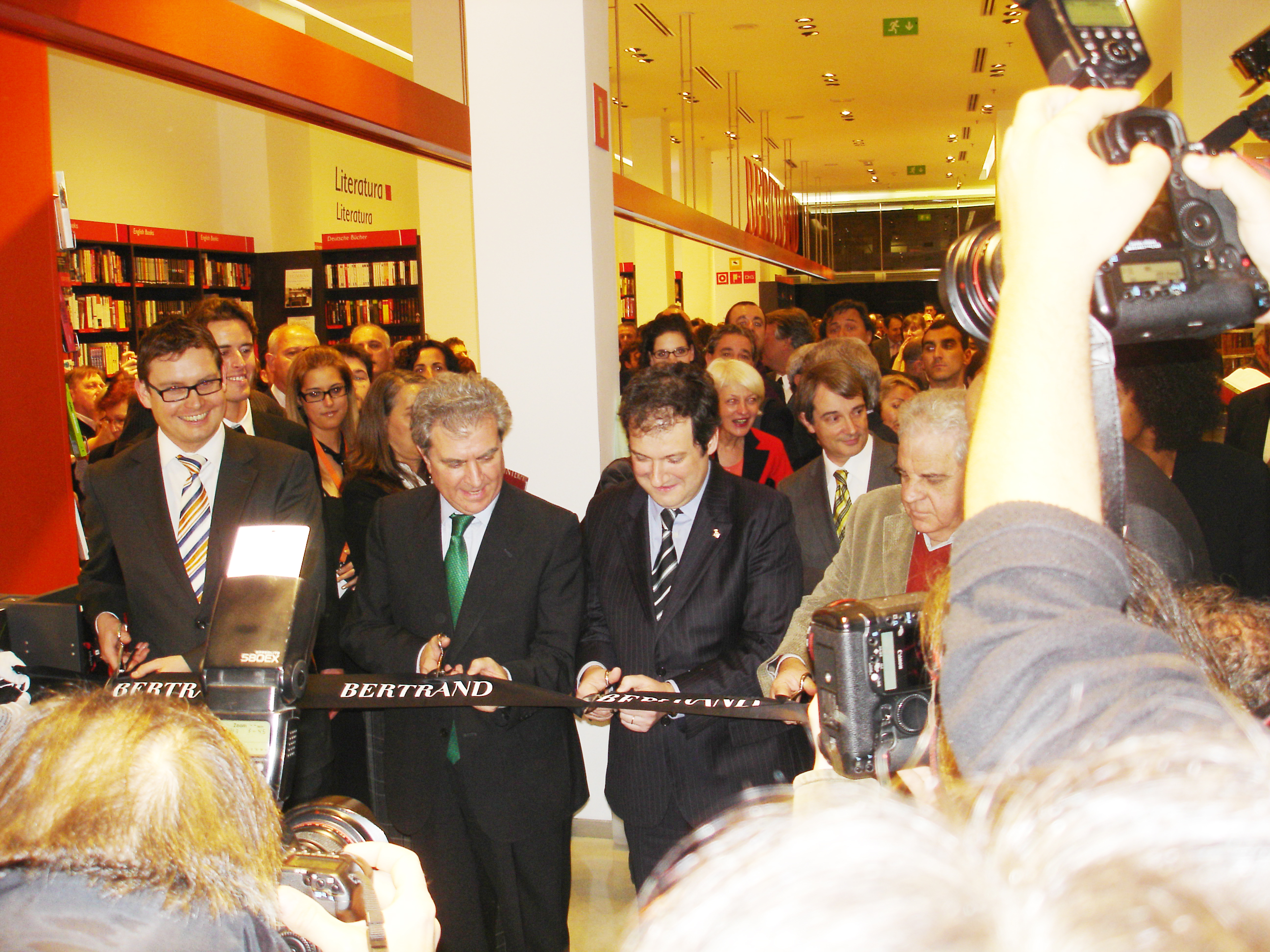
Juan Marsé (v červeném)

## Seznam děl v českém jazyce
- Uzavřeni s jedinou hračkou (1960)
- Temný příběh sestřenice Montse (1970)
- Jestliže ti řeknou, že jsem padl (1973)
- Dívka se zlatými kalhotkami (orig. 'La muchacha de las bragas de oro', česky 1978, 2010 v překladu Marie Jungmannové)
- Jednoho dne se vrátím (1982)
- Poslední odpoledne s Terezou (orig. 'Últimas tardes con Teresa', česky 1982 v překladu Aleny Pokové)
- Poručík Bravo (1987)
- Ještěrčí ocásky (orig. 'Rabos de Lagartija', česky 2007 v překladu Marie Jungmannové)
- Kaligrafie snů (orig. 'Caligrafía de los suneons', česky 2012 v překladu Marie Jungmannové)

## Umělecká ocenění
- 1997: Cena Juana Rulfa
- 2008: Cervantesova cena